# San Francisco Dance
San Francisco Dance è il settimo singolo della pornostar ungherese Cicciolina, pubblicato nel 1989.

## Tracce
1. San Francisco Dance (Extended Version) – 4:50 (Paolo Rustichelli)
2. My Sexy Shop – 3:50 (Paolo Rustichelli)
3. Living in My Paradise – 4:50 (Paolo Rustichelli)

Durata totale: 13:30

## Crediti
- Ilona Staller - voce
- Paolo Rustichelli - produzione discografica
- Jay Horus - missaggio
- Riccardo Schicchi - fotografia

## Edizioni
- 1989 - San Francisco Dance (ACV Sound, ACV 5472, 12" picture disc)